# Família Bernoulli
La família Bernoulli (pronunciació en alemany: bɛʁnʊli) fou una família de Basilea, notable per haver produït diversos acadèmics dotats de talent matemàtic que, entre ells, van contribuir substancialment al desenvolupament de les matemàtiques i la física a la fi del segle xvii.
El fundador d'aquesta família va ser Leon Bernoulli, un metge protestant d'Anvers, llavors als Països Baixos espanyols. El seu fill Jacob es va traslladar a Frankfurt del Main el 1570 fugint de la persecució religiosa dels espanyols. El seu fill, també anomenat Jacob, es va traslladar a Basilea el 1620 on va exercir de comerciant d'espècies, obtenint la nacionalitat el 1622. Es va casar tres vegades i només va tenir un fill, Nikolaus. Aquest es va casar i va tenir una dotzena de fills, dels quals quatre van arribar a edat adulta; dos d'ells es van convertir en matemàtics de primer ordre: Jacob, nascut el 1654, i Johann, nascut a 1667. Tots dos van estudiar la teoria de el càlcul infinitesimal de Leibniz i van desenvolupar aplicacions de la mateixa.

## Principals membres
La família Bernoulli va produir molts artistes i científics notables, en particular un gran nombre de matemàtics famosos del segle xviii:
- Jakob Bernoulli (1654-1705; també conegut com a Jacob, James o Jacques), matemàtic que va donar nom als nombres de Bernoulli.
- Nicolaus Bernoulli (1662-1716), pintor i regidor de Basilea.
- Johann Bernoulli (1667-1748; també conegut com Jean), matemàtic suís que va adoptar de forma primerenca el càlcul infinitesimal.
- Nicolaus I Bernoulli (1687-1759), matemàtic suís.
- Nicolaus Bernoulli II (1695-1726), matemàtic suís; investigar les corbes, les equacions diferencials i la probabilitat.
- Daniel Bernoulli (1700-1782) va desenvolupar el principi de Bernoulli i la paradoxa de Sant Petersburg.
- Johann Bernoulli II (1710-1790; també conegut com Jean), matemàtic i físic suís.
- Johann Bernoulli III (1744-1807; també conegut com Jean), geògraf, astrònom i matemàtic germano-suís.
- Jakob Bernoulli II (1759-1789; també conegut com Jacques), físic i matemàtic rus-suís.